# 通风柜

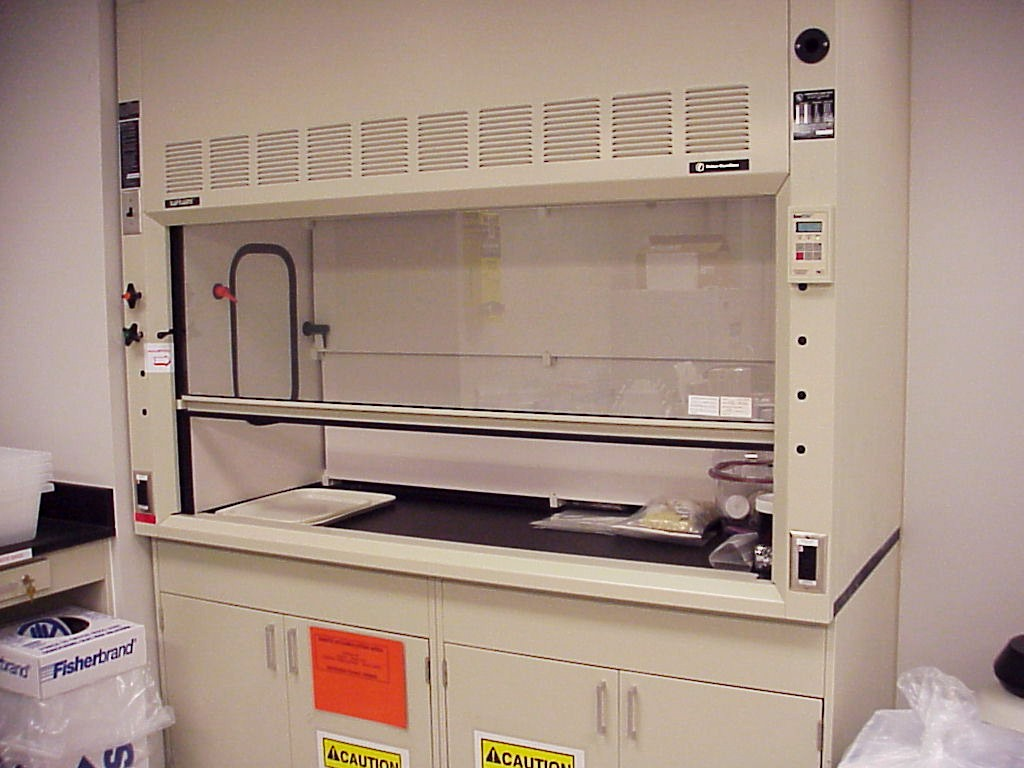
现代通风柜

通风柜，又稱排氣櫃、排煙櫃、抽風櫃、抽煙櫥、煙櫥或通風櫥，是實驗室，特别是化学實驗室的一种大型设备。用途是减少实验者和有害气体的接触。工作原理是經抽風機，把實驗時所產生的有害氣體抽走。完全隔绝则需要使用手套箱。

## 结构和使用
舊式通風櫃多用木材製成，但现代多为涂有环氧树脂的钢材制造。常见柜宽为1000、1200、1500、1800和2000毫米几个规格，深700-900毫米，高1900-2400毫米。可供1-3个人同时使用。 通风柜一般靠墙安装。
前方中间为可上下移动的透明门（多为玻璃），开启高度一般为100-600毫米。门后为实验进行的工作面，有水管、下水道、电源、真空泵、气路管线等实验需要的连接，上有带保护罩的灯照明。空气由柜内前上方的排风扇抽走后，或经管道引到别处（称为全通风），或经过滤重新循环使用（称为无管通风）。
多数通风柜在（1）排气量过小（2）前方玻璃门开启过大的时候会发出警报，提醒操作者注意。内部的排风扇速度和灯都有开关可调。
使用的时候人站或坐于柜前，将玻璃门尽量放低，手通过门下伸进柜内进行实验。由于排风扇通过开启的门向内抽气，在正常情况下有害气体不会大量溢出。

## 通风原理
无管通风的通风柜不需要外连管道，不污染外部环境，而且对实验室温度影响小。但缺点是必须定期更换过滤材料，实验者接触有害气体的可能比使用抽气通风柜大，而且因为多装的排风扇离实验者很近会造成噪音。
这类通风柜有如下过滤程序：用泡沫塑料前过滤除尘，用活性炭过滤，吸附掉很多化学物质。但氨和一氧化碳需要其他的特殊过滤装置才能除掉。前过滤的材料平均能使用6个月，活性炭层平均2年，但具体寿命要由使用情况而定。
全通风的通风柜将柜内空气抽到别处，经适当处理后排散到大气中。这类通风柜比无管通风能更有效地除去实验室有害气体，噪音小，而且维护简单。缺点是要安装专用的排风管道，在室内外温度不同的情况下可能妨碍实验室维持恒温，而且对环境卫生不利。

## 其他配置
有些特制的通风柜在通气管道或柜内部装有水洗装置，以除去积累的化学物质。亦有部份會裝設真空裝置於內部，這可避免使用手套箱，但仍可處理對空氣及水氣反應激烈的化學物質。